# 神戸さくみ
神戸 さくみ（かんべ さくみ、1月1日 - ）は、日本の漫画家。埼玉県大宮市（現さいたま市）出身。

## 概要
1980年、少年画報社『週刊少年キング』で「9ヶ月年上」（原作：さとう和久）にてデビュー。同年同誌にて初連載開始となった『龍一くんライブ』が7巻まで発行され著者の代表作の１つとなった。以降、1988年頃まで、同社や小学館の『ビッグコミック』などの少年誌を中心に連載や読み切りを執筆していた。
1989年頃より、主な執筆の場をこれまでの少年誌から女性をターゲットとした雑誌に切り替え、小学館の少女漫画誌や祥伝社の女性向け漫画雑誌『FEEL YOUNG』などにて1994年頃まで執筆していた。

## 作品リスト

### 男性向け雑誌掲載分
- 龍一くんライブ（少年画報社）全7巻（1980年 - 1982年）
- 神戸さくみ選集（小学館）全2巻

1. ISBN 9784091503916（1983年10月）
2. ISBN 9784091503923（1985年2月）

- パラダイス通信（小学館）全3巻

1. ISBN 9784091807915（1985年1月）
2. ISBN 9784091807922（1985年2月）
3. ISBN 9784091807939（1985年5月）

- ミセスKに伝言（小学館）全1巻

1. ISBN 9784091811912（1986年9月）

### 女性向け雑誌掲載分
- TOKYO恋愛コレクション（祥伝社）全1巻

1. ISBN 9784396760038（1989年10月）

- はい・こちらEトラベル（小学館）全1巻 原作：矢島正雄

1. ISBN 9784091337818（1991年6月）

- 香水ストーリーズ（祥伝社）全2巻

1. ISBN 9784396760274（1991年7月）
2. ISBN 9784396760441（1992年5月）

- フェイク（祥伝社）全1巻

1. ISBN 9784396760922（1994年3月）

## 主なアシスタント経験者
- 五十嵐浩一[2]